# ベルギーサッカー協会
王立ベルギーサッカー協会（おうりつベルギーサッカーきょうかい、蘭: Koninklijke Belgische Voetbalbond, KBVB; 仏: Union royale belge des sociétés de football association, URBSFA; 独: Königlicher Belgischer Fußballverband, KBFV）は、ベルギーにおけるサッカー協会。本部はブリュッセルのボードゥアン国王競技場にある。

## 管轄・運営
ベルギーの男子代表や女子代表の管轄の他、国内の1部リーグや2部リーグなどのリーグ戦、ベルギーカップやスーパーカップなどのカップ戦の運営も行っている。

## 歴代会長
- 1895-1924: Baron Edouard de Laveleye
- 1924-1929: Count Joseph d'Oultremont
- 1929-1937: ルドルフ・ジルドライヤー
- 1937-1943: Oscar van Kesbeeck
- 1945-1951: Francis Dessain
- 1951-1967: Georges Hermesse
- 1967-1987: ルイ・ウッターズ
- 1987-2001: バロン・ミシェル・ドーヘ
- 2001-2005: ヤン・ピーテルス
- 2006-2017: フランソワ・デ・ケールスマーケル
- 2017-2019: ジェラール・リナール
- 2019-2021: Mehdi Bayat
- 2021-現在: Gilian Maertens